# کن جونز
کن جونز (انگلیسی: Ken Jones; ۳۰ دسامبر ۱۹۲۱ – ۱۸ آوریل ۲۰۰۶) دونده و بازیکن راگبی ۱۵ نفره اهل بریتانیا بود.
وی در مسابقات کشوری و بین‌المللی در مجموع برندهٔ ۲ مدال نقره، ۱ مدال برنز شده‌است.